# カダヤシ
カダヤシ (蚊絶やし、学名：Gambusia affinis) は、カダヤシ目に分類される魚の一種。北アメリカ原産で、日本でも外来種として分布を広げている。
英名は Mosquitofish または Western mosquitofish （近縁種であるガンブスィア・ホルブロオキ Eastern mosquitofishと区別するため）である。場合によってはTopminnowという単語も使われる場合があるが、これは狭義ではFundulidae科の魚類に使われる場合が多い。日本ではタップミノー、またはアメリカメダカといった別名がある。蚊の幼虫であるボウフラを捕食する（蚊絶やしする）ことが、和名や英名の由来となっている。

## 形態

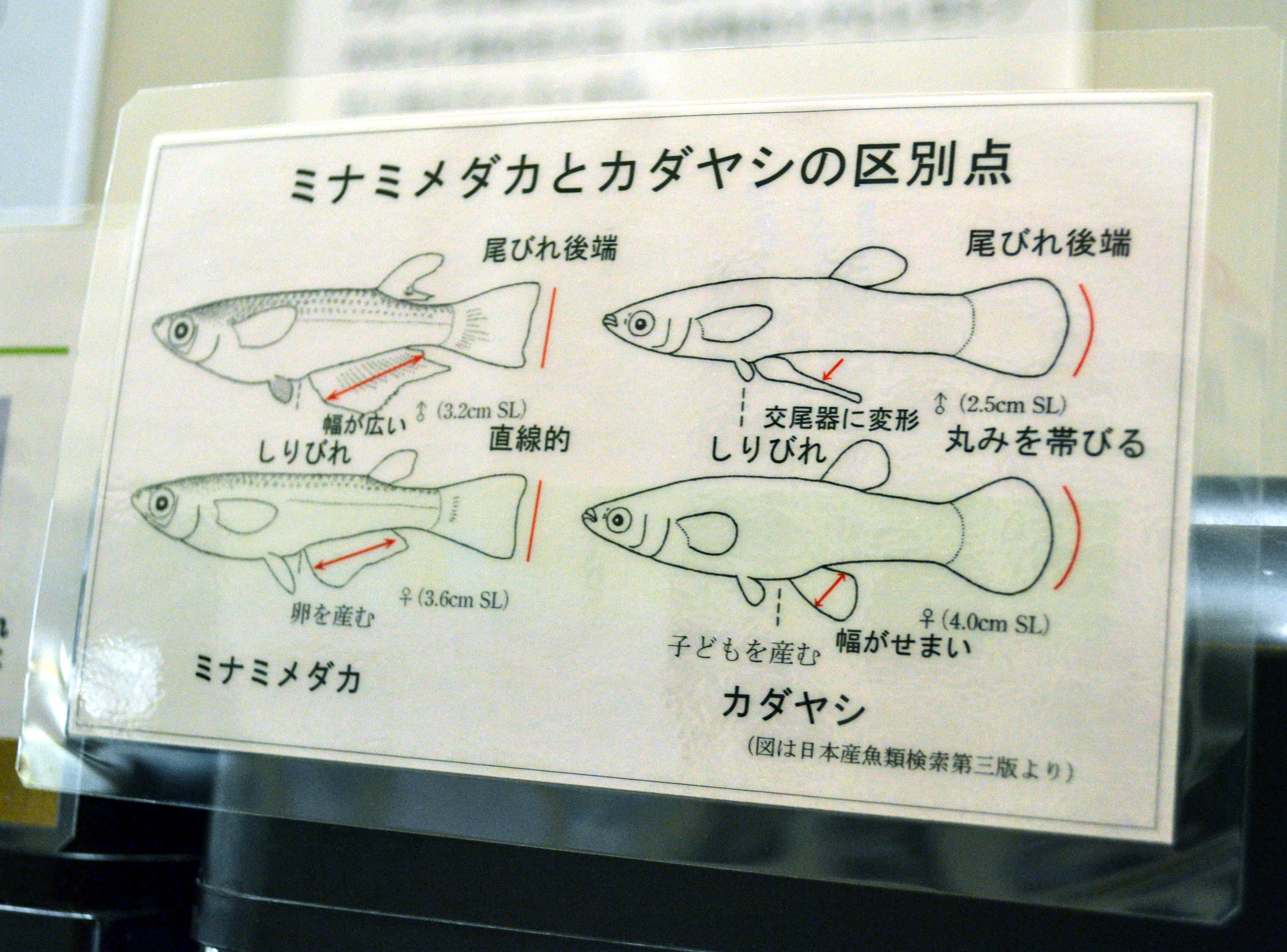
ミナミメダカとカダヤシの違い。

全長はオス約3cm、メス約5cmほどで、メスのほうが大きい。外見はメダカによく似る。メダカとカダヤシは分類上では全くの別種であるばかりか、別の系統の魚とされる。メダカはダツ目なのに対し、カダヤシはグッピーやヨツメウオなどと同じカダヤシ目である。
ただし以前はカダヤシとメダカは同じメダカ目でメダカがダツ目に移動して名称が変わりカダヤシ目に変わったという経緯がある。なのでカダヤシ目のグッピーやプラティなどがメダカ類と呼ばれることも少なくない。
メダカとカダヤシの区別点は尻びれと尾びれである。カダヤシの尾びれは丸く、メダカの尾びれは角ばっている。また、メダカの尻びれがオスメスとも横長の四角形なのに対し、カダヤシはメスの尻びれが縦長で小さく、オスの尻びれは細長い交尾器に変化している。

## 生態
本来の分布域はメキシコ湾に注ぐ河川の流域で、メダカと同じく、流れのあまりない淡水域や汽水域に生息する。メダカより汚染に強いが、グッピーほどではない。また、グッピーよりは低温に耐えられるが、メダカほどではない。
食性は肉食性が強く、プランクトンや小型の水生昆虫、ボウフラ、魚卵、稚魚などを捕食するが、藻類を食べることもある。一方、天敵は肉食魚類や淡水性のカメ、水鳥、カラス、人などである。
カダヤシは卵胎生である。繁殖期は春から秋にかけてで、メスはオスと交尾して体内で卵を受精・孵化させ、一度に100尾ほど、時には300尾以上の大量の仔魚を産出する。雌は交尾によって得た精子を蓄えることができるため、1個体の雌だけでも個体群を確立させることができる。成長は早く、春に仔魚として誕生した個体が秋には繁殖に参加する。

## 外来種としての経緯
カダヤシのもともとの分布域はミシシッピ川流域を中心とした北アメリカ中部だが、ボウフラ（カの幼虫）を捕食し、また水質浄化に役立つとして、明確な根拠はなかったものの世界各地に移入された。移入されたカダヤシは強い適応力で分布を広げ、今や熱帯・温帯域の各地に分布する。
日本に分布するカダヤシは、1913年にアメリカから、また1916年に台湾経由で持ちこまれた。ボウフラ駆除のために移入されたものである。その後東京から徳島へ移植され、さらに徳島から日本全国へ移植された。1970年代に急速に分布を広げ、2000年頃には福島県以南の各地で分布が確認されている。
日本における近年のメダカ減少の原因の一つにも挙げられている。汚染に強く、都市や市街地周辺ではいつの間にやら水域のメダカがカダヤシに置き換わっていたということもある。しかし、一般にはカダヤシという種の存在さえあまり知られておらず、置き換わっていると気づかれないことが多い。なお、沖縄県ではさらに汚染の進んだところをグッピーが占める。
しかしながらカダヤシが移入した水域であっても、必ずしもメダカを駆逐するわけではなく、依然としてメダカが優位種として占める場所も多い。また、両者が食性や遊泳力の違いなどから、棲み分けることも珍しくない。メダカが汚染に弱いのは卵の段階であり、成魚においては両者とも汚染への耐性は大差がない。加えてカダヤシは5℃以下の低温に弱いため、水温が保てない場所では越冬できずに全滅してしまう。メダカの好む植物質の餌や流水、産卵に必要な水草などが減少し、メダカが生息しづらくなった環境に結果としてカダヤシが生き残っただけと言うこともままある。
日本以外でも在来の小型淡水魚がカダヤシに駆逐され、絶滅が危惧されるほどに減少する事態が発生している。オーストラリアやニュージーランドでは、殺魚剤による駆除が実施されている。
2006年2月には外来生物法施行令により、特定外来生物として指定された。これにより日本国内での、特定外来生物としての輸入、販売、頒布、譲渡、飼養が制限を受け、放つことが禁止され、最高三年の懲役、または三百万円の罰金刑の対象となっている。
2009年現在、本種は国際自然保護連合(IUCN)が選定した世界の侵略的外来種ワースト100および日本生態学会が選定した日本の侵略的外来種ワースト100に選定されている。